# 体育学研究科
体育学研究科（たいいくがくけんきゅうか、英称：The Graduate School of  physical education）は、日本の大学院研究科のうち、体育学に関する高度な教育・研究を行う機構の1つである。
国立大学では、1964年に東京教育大学体育学研究科（現在の筑波大学）が、私立大学では、1975年に日本体育大学に設立されたのが最初である。

## 概要
主に、体育学部の上位に連続した形で設置され、博士前期課程（修士課程）および博士後期課程（博士課程）あるいはそれに相当する課程で構成される。学位は、修士課程は修士(体育学)を、博士課程は博士(体育学)を修める。他は、それに相当する専攻名称等に応じた学位を修める。
近年、学部も含めて「体育」から「スポーツ」を付した名称に改組したり、あるいは大学院研究科を設置する最初の段階から「スポーツ」の名称を用いる研究科が多くなって来ている。
また、『体育』と『スポーツ』の語彙の理解の仕方として、「体育」は身体運動を通じての教育として捉え、他方「スポーツ」は、健康体力向上、スポーツ競技力向上、人間性涵養など目的とするあらゆる身体活動の総称と捉えて記述されている。

## 体育学研究科を置く大学
- 鹿屋体育大学大学院
- 東海大学大学院

## 体育学研究科と類似する分野の研究科名称
- 仙台大学大学院 スポーツ科学研究科 スポーツ科学専攻
- 流通経済大学大学院 スポーツ健康科学研究科 スポーツ健康科学専攻
- 大東文化大学大学院 スポーツ・健康科学研究科 スポーツ・健康科学専攻
- 早稲田大学大学院 スポーツ科学研究科（4領域）
- 順天堂大学大学院 スポーツ健康科学研究科（3領域）
- 国際武道大学大学院 武道・スポーツ研究科
- 日本女子体育大学 スポーツ科学研究科
- 日本体育大学大学院 体育科学研究科体育科学専攻
- 国士舘大学大学院 スポーツ・システム研究科
- 中京大学大学院 スポーツ科学研究科
- 立命館大学大学院 スポーツ健康科学研究科 スポーツ健康科学専攻
- びわこ成蹊スポーツ大学大学院 スポーツ学研究科 スポーツ学専攻
- 同志社大学大学院 スポーツ健康科学研究科 スポーツ健康科学専攻
- 大阪体育大学大学院 スポーツ科学研究科 スポーツ科学専攻
- 武庫川女子大学大学院 健康・スポーツ科学研究科 健康・スポーツ科学専攻
- 福山平成大学大学院 スポーツ健康科学研究科 スポーツ健康科学専攻
- 福岡大学大学院 スポーツ健康科学研究科 スポーツ健康科学専攻

## 体育学を専攻できる他の研究科名称
- 弘前大学大学院 教育学研究科 教科教育専攻 保健体育専修
- 筑波大学大学院 人間総合科学研究科 体育学専攻
- 筑波大学大学院 人間総合科学研究科 スポーツ健康システム マネジメント専攻
- 宮城教育大学大学院 教育学研究科 教科教育専攻 保健体育専修
- 上越教育大学大学院 学校教育研究科 教科･領域教育専攻 生活･健康系コース
- 愛知教育大学大学院 教育学研究科 教科教育専攻 保健体育専修
- 京都教育大学大学院 教育学研究科 教科教育専攻 保健体育専修
- 奈良教育大学大学院 教育学研究科 教科教育専攻 保健体育専修
- 大阪教育大学大学院 教育学研究科 保健体育専攻
- 兵庫教育大学大学院 学校教育研究科 教育内容・方法開発専攻 行動開発系教育コース スポーツ健康系教育分野（保健体育）］
- 鳴門教育大学大学院 学校教育研究科 教科・領域教育専攻 生活・健康系コース（保健体育）
- 福岡教育大学大学院 教育科学専攻 保健体育コース